# Xenosaurus manipulus
Xenosaurus manipulus — вид ящірок з родини ксенозаврів. Описаний у 2022 році.

## Назва
Назва виду походить від латинського слова маніпула — у Давньому Римі це військовий підрозділ, що складався з 60-120 чоловік. Назва є посиланням на розташування паравертебральних горбків Xenosaurus manipulus, яке нагадує розташування солдатів у бойовій позиції маніпули.

## Розповсюдження
Це мексиканський ендемік. Поширений у горах Сьєрра-Хуарес (штат Оахака). Мешкає у хмарному лісі на висоті 1400—1800 м над рівнем моря.